# Северная Цебьюга
Северная Цебьюга или Северная Цебъюга (Цебьюга, Чебьюга; коми Ой Чеб-Ю) — река в России, протекает на северо-западе Удорского района Республики Коми. Правый приток реки Вашки.
Длина реки составляет 64 км.
Притоки (км от устья):
- 41 км: река Вож (лв)[3].

## Данные водного реестра
По данным государственного водного реестра России относится к Двинско-Печорскому бассейновому округу, водохозяйственный участок реки — Мезень от истока до водомерного поста у деревни Малонисогорская. Речной бассейн реки — Мезень.
Код объекта в государственном водном реестре — 03030000112103000047702.